# Khảo sát cộng đồng Mỹ
Khảo sát cộng đồng Mỹ là một cuộc khảo sát thường xuyên bởi US Census Bureau. Nó thường xuyên thu thập thông tin trước đó chỉ chứa trong hình thức dài của cuộc điều tra dân số thập phân, chẳng hạn như tổ tiên, thành tựu giáo dục, thu nhập, trình độ ngôn ngữ, di cư, khuyết tật, việc làm và đặc điểm nhà ở. Những dữ liệu này được sử dụng bởi nhiều bên liên quan trong khu vực công, tư nhân và phi lợi nhuận để phân bổ kinh phí, theo dõi nhân khẩu học chuyển đổi, lập kế hoạch cho trường hợp khẩn cấp và tìm hiểu về cộng đồng địa phương. Gửi đến khoảng 295.000 địa chỉ hàng tháng (hoặc 3,5 triệu mỗi năm), đây là cuộc điều tra hộ gia đình lớn nhất mà Cục Thống kê dân số quản lý.

## Lịch sử
Hiến pháp Hoa Kỳ (Điều I, Mục II) đòi hỏi một điều tra dân số mỗi mười năm và "theo thể thức như họ [Đại hội] có trách nhiệm của Luật trực tiếp". Từ điều tra dân số đầu tiên vào năm 1790, các nhà lập pháp hiểu rằng điều tra dân số cần thu thập thông tin nhân khẩu học cơ bản vượt quá số người trong hộ gia đình. James Madison lần đầu tiên đề xuất bao gồm các câu hỏi trong cuộc điều tra để "cho phép họ thích ứng với các biện pháp công cộng đối với các hoàn cảnh cụ thể của cộng đồng." Kiến thức đó được thu thập với mỗi điều tra dân số, ông nói, "sẽ cho họ cơ hội đánh dấu tiến bộ của xã hội " Số lượng và loại câu hỏi bao gồm trong các cuộc tổng điều tra từ năm 1790 đã phản ánh xu hướng xã hội hiện tại của Mỹ và nhu cầu dữ liệu mở rộng của quốc gia đang phát triển.
Đến năm 1940, những tiến bộ trong các phương pháp thống kê đã cho phép Cục Điều tra Dân số bắt đầu hỏi một mẫu dân số một tập con các câu hỏi chi tiết bổ sung mà không có chi phí tăng thêm hoặc gánh nặng trả lời. Trong những thập kỷ tiếp theo, các câu hỏi trước đó đã được hỏi của tất cả những người được hỏi, cũng như các câu hỏi mới, được chuyển đến mẫu phiếu hỏi mẫu. Khi hình thức đó phát triển dài hơn so với mẫu điều tra dân số được gửi đến hầu hết các hộ gia đình, nó được gọi là cuộc điều tra dân số "dạng dài".
Theo Điều tra dân số năm 1960, các quan chức chính phủ liên bang, tiểu bang và địa phương, cũng như những người làm việc trong khu vực tư nhân, đã bắt đầu yêu cầu dữ liệu dạng hình thức dài hạn hơn. Các nhà lập pháp đại diện cho các huyện nông thôn tuyên bố họ đã ở một bất lợi dữ liệu, không thể tự tài trợ thêm các cuộc điều tra dân số của họ.  Quốc hội khám phá việc tạo ra một cuộc điều tra giữa thập niên, tổ chức phiên điều trần và thậm chí cho phép một cuộc điều tra giữa thập niên năm 1976, nhưng không tài trợ nó.
Nỗ lực thu thập dữ liệu trên cơ sở thường xuyên hơn bắt đầu lại sau cuộc Tổng điều tra năm 1990, khi nó trở nên rõ ràng rằng hình thức dài nặng nề hơn đã làm giảm tỷ lệ đáp ứng tổng điều tra và gây nguy hiểm cho tính chính xác. Theo yêu cầu của Quốc hội, Cục điều tra dân số đã phát triển và thử nghiệm một thiết kế mới để có được dữ liệu dạng dài. Nhà thống kê Mỹ Leslie Kish đã giới thiệu khái niệm thiết kế mẫu cán (hoặc đo liên tục) vào năm 1981. Thiết kế này có tính năng thu thập dữ liệu hàng tháng liên tục được tổng hợp hàng năm, cho phép phát hành dữ liệu hàng năm. Bằng cách kết hợp nhiều năm của dữ liệu này, Cục Điều tra Dân số có thể đưa ra các ước tính "thời gian" để đưa ra các ước tính cho các khu vực nhỏ hơn. Sau một thập kỷ thử nghiệm, nó được đưa ra như là cuộc khảo sát cộng đồng người Mỹ năm 2005, thay thế hình thức điều tra dân số kéo dài một lần một thập kỷ.